# Vallésien
Stratigraphie
Cet article court présente un sujet plus développé dans : Tortonien.
Le Vallésien est une subdivision de l'échelle des temps géologiques, équivalent à l'étage du Tortonien. .

Cet ancien étage stratigraphique s'étend environ entre 13,82 et 7,246 millions d'années.